# Giải bóng đá hạng nhì quốc gia 2011 (vòng đấu loại trực tiếp)
Dưới đây là kết quả chi tiết vòng đấu loại trực tiếp – Giải vô địch bóng đá hạng nhì Việt Nam 2011.

## Bán kết
| Lâm Đồng       | 2 – 0    | Thanh Niên Sài Gòn |
| -------------- | -------- | ------------------ |
| Ha Si 25', 29' | Chi tiết |                    |

| Trẻ SHB Đà Nẵng            | 2 – 0    | T&T V&V |
| -------------------------- | -------- | ------- |
| Văn An 22' · Văn Thạnh 40' | Chi tiết |         |

## Chung kết
| Lâm Đồng                                   | 1 – 1    | Trẻ SHB Đà Nẵng                   |
| ------------------------------------------ | -------- | --------------------------------- |
| K. Bói 18' · Tấn Thi 5' 14' · K' Bối 90+3' | Chi tiết | Văn Hòa 86' · Văn Thạnh 55' 90+2' |

|  |       | Luân lưu 11m |
|  | 4 – 5 |              |